# Matiloxis rubromarginata
Matiloxis rubromarginata là một loài bướm đêm trong họ Noctuidae.